# Drosera afra
Drosera afra är en sileshårsväxtart som beskrevs av Debbert. Drosera afra ingår i släktet sileshår, och familjen sileshårsväxter. Inga underarter finns listade i Catalogue of Life.